# Adiadocochinezie
Adiadocochinezia sau adiadocokinezia este o dischinezie ce se manifestă prin imposibilitatea de a efectua mișcări antagoniste în succesiune rapidă, cum ar fi pronația și supinația sau flexia și extensia unui membru sau a mâinii; ea indică o leziune cerebeloasă, fiind o caracteristică a ataxiei cerebeloase.
Termenul adiadocochinezie provine din cuvintele grecești a = absența, diadokos = succesiv și kinesis = mișcare.
Termenul englez este adiadochokinesia, adiadochocinesia, adiadochokinesis sau adiadokokinesia iar termenul francez este adiadococinésie.